# Dutlwe
Dutlwe is een dorp in het district Kweneng in Botswana. De plaats telt 1055 inwoners (2011).